# 聘珍樓 (香港)
聘珍樓（日语：／ Heichinrou）是一家創業日本橫濱中華街主打粵菜的中餐館，現為一家私人控股的中餐企業。聘珍樓有超過120年歷史，是日本歷史最悠久的中菜館。聘珍樓當年由張姓華僑創辦而經營了兩代，再由鮑姓家族經營三代，後來由林達雄先生接手，現任總裁林康弘為第七代總裁。日本聘珍樓和香港的聘珍樓是獨立的兩家公司，完全沒有財政上的關聯，但兩者之代表均為林康弘。
聘珍樓的標誌以荔枝、石榴、百合、蓮藕、佛手柑組成，名字意為「聘」納傑出人士，並「珍」而重之的地方。在日本創立聘珍樓以來，聘珍樓已被社會認可為高檔中華料理，定價比坊間一般中華料理為高，而在其每家分店門側也設有其商店部，出售聘珍樓品牌旗下的各類型高端食品。其中，由其橫濱總店推出的「聘珍大甘栗」為其經典之一，至今也為橫濱中華街社區津津樂道，更吸引同業仿效售賣類似產品。後來在香港開立的聘珍樓也承傳了日本總部的品牌定位，不論在裝潢、菜單設計、服務員比例上均比市面一般酒樓、酒家精緻，質素甚至超越酒店中菜廳，氣氛更適合商務晚宴，也是香港少數早期全面推行不含人造色素及味精菜式的中菜廳。

## 历史

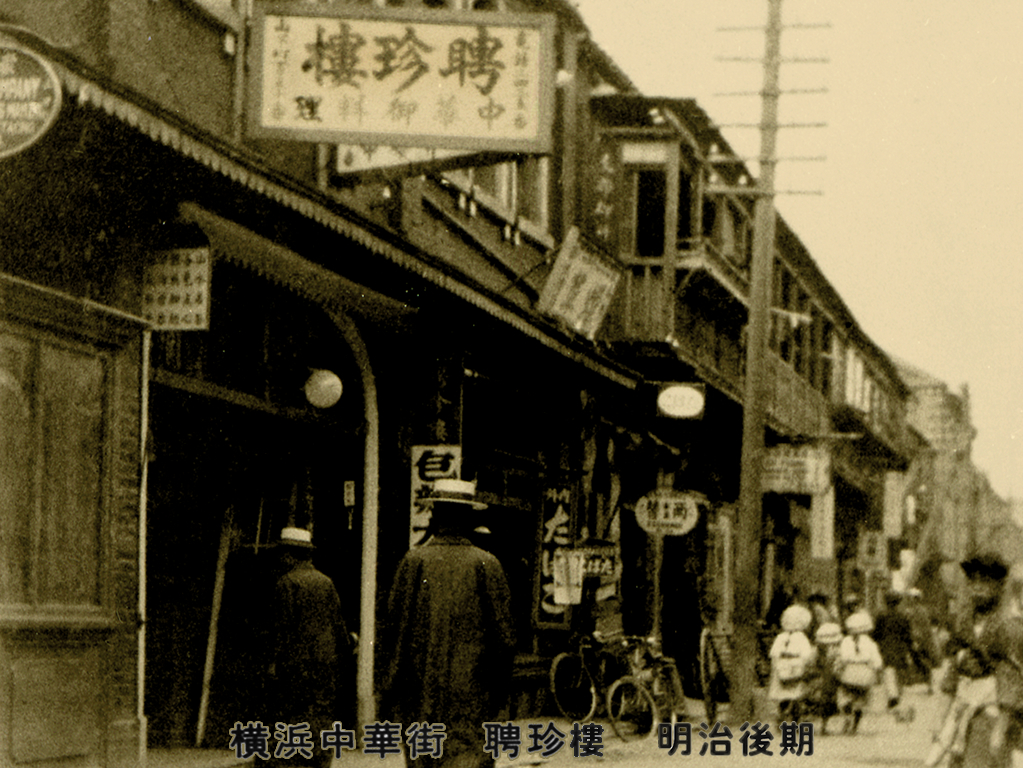
聘珍樓横濱本店（明治後期）

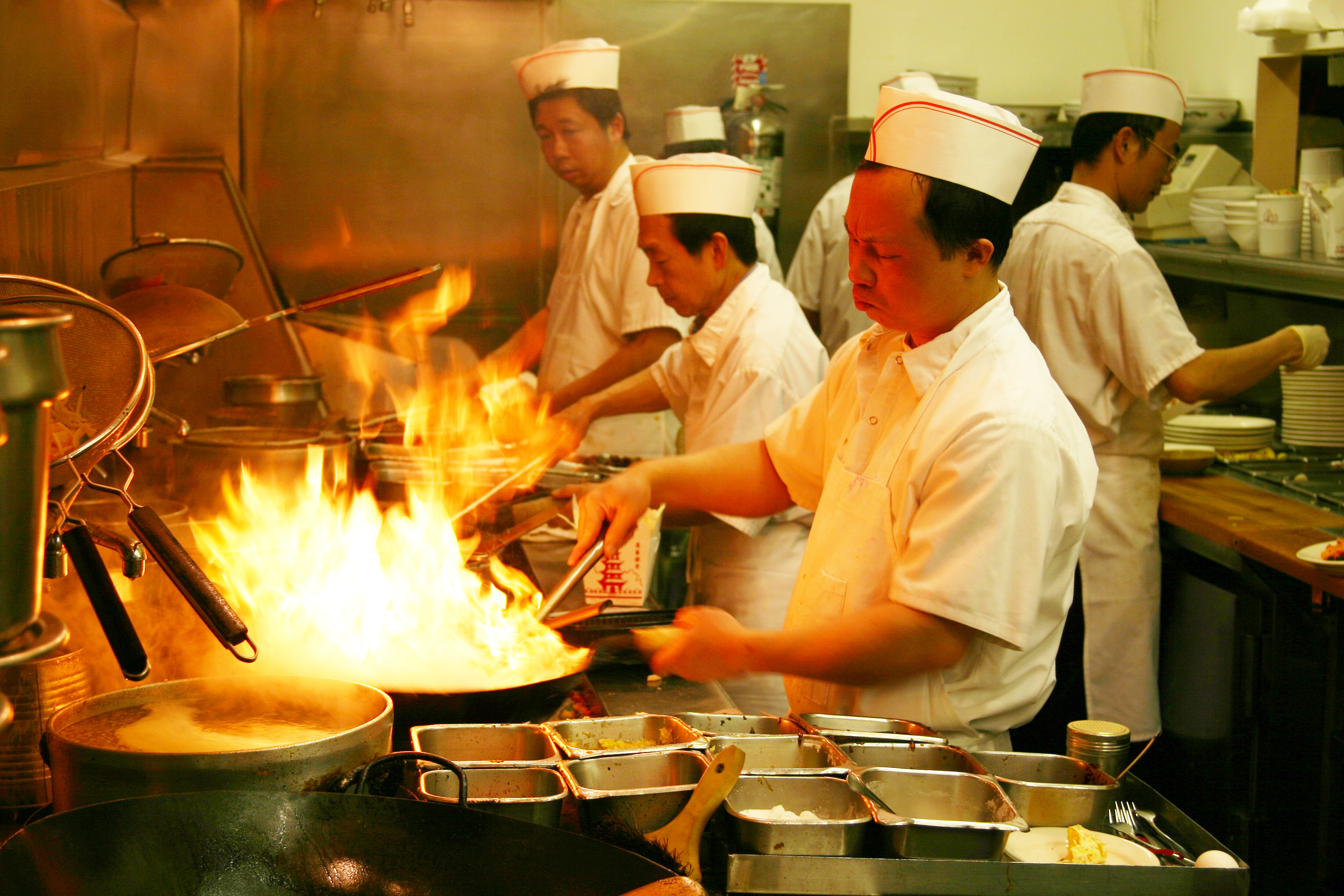
聘珍樓大廚房

1988年，林康弘先生在香港尖沙咀設立了第一間在日本境外國際化經營的聘珍樓海鮮酒家。
1990年，香港聘珍樓屬下另一間分店「名都酒樓」在中環金鐘區開業，主要為宴會和供應點心。
在往後的數年裡，陸續開設了時代廣場聘珍樓（銅鑼灣）、荷里活廣場聘珍樓（鑽石山）、新太陽廣場聘珍樓（尖沙咀）、創紀之城聘珍樓（觀塘）以及盈置大廈聘珍樓（中環）。其中，觀塘聘珍樓及名都酒樓還設有空中花園，可供作為證婚場地。
2010年，配合時代廣場聘珍樓由商場十樓，遷址同商場的十一樓繼續經營。
2013年，選址銅鑼灣開平道開設了「聘珍會」，以高級私房菜格局經營並只招待預約食客，唯其不收取任何入會費用。餐廳會依照食客的喜好，用新鮮食材度身訂造專屬菜單。聘珍會在每天午膳和晚膳均只招待一輪客人，午膳人均消費約$380至$480，晚膳則約為$800。同時，又在同一大樓承租了最高兩層空間，開設mamoz酒吧，日間提供由聘珍樓設計的高級點心，晚上則如常規酒吧一樣每星期定期安排唱片騎師駐場，唯柔和的爵士樂為主，打造輕鬆但高檔氛圍，以望踏足本地國際菜市場。
其中尖沙咀聘珍樓還在同層經過多次擴張，唯及後受租約期滿及不獲業主續租原因，尖沙咀聘珍樓因而在2009年3月結業。原址已租予據聞支付了雙倍租金的DFS集團。尖沙咀聘珍樓結業後，選址盈置大廈在同年9月開設中環店，提供會館式的餐飲佈置，繼續以高檔商務餐飲場合為其定位。由於兩店的開業及閉店時間相近，中環店又可謂尖沙咀店的延續。唯中環店及銅鑼灣店相繼在2017年結業。
及後，聘珍樓一直物色地點再次擴張，當中更有傳聞曾考慮位於沙田城門河東岸的海鮮石舫，唯其負責人否認相關傳聞。
2018年5月，聘珍樓再次擴張，並創立了由「名都酒樓」衍生而來的「名都」品牌，定位介乎走大眾路線的「名都酒樓」和高檔路線「聘珍樓」之間。首家名都在馬鞍山We Go MALL開業。

## 店舖
香港聘珍樓共設三品牌：聘珍樓、名都及名都酒樓，三大品牌均摒棄香港常見的西式婚宴設計，並秉持以柚木為主的中式裝潢，旨在保持集團沉實穩重的宗旨。
- 「聘珍樓」為集團內最高檔的品牌，走高級路線，提供精緻小菜，格局門面均是以高級食府水準設計，適合筵開最多達25-32席的中型或小型婚宴。每家聘珍樓都會承襲日本店的傳統，擺放一部PH大鋼琴，鑽石山店更會在大部分日子的晚市安排駐場鋼琴師彈奏鋼琴樂譜，開創了即使酒店中餐廳也沒有的服務，乃在香港中菜館行業的最大特色。
- 「名都酒樓」走大眾路線，以酒樓形式佈局，設有大禮堂，適合筵開最多達100席的大型中式婚宴。在週末中午時段還有傳統點心車和點心攤檔叫賣，為香港僅存保留點心車傳統的中式酒樓。
- 「名都」定位則介乎兩者之間，裝修用料、餐具、定價等都比一般酒樓高檔，唯保留名都酒樓週末中午傳統點心車叫賣的傳統，設計佈局也以大禮堂標準為藍圖，適合筵開最多達32席中規模的中式婚宴。

分店如下：
聘珍樓（按開業順序排列）
- 鑽石山 荷里活廣場聘珍樓
- 觀塘 創紀之城聘珍樓

名都酒樓
- 金鐘 統一中心名都酒樓（將於2025年9月27日結業）

過往分店
- 尖沙咀 新太陽廣場聘珍樓（2009年結業）
- 銅鑼灣 Cubus聘珍會（2015年結業）
- 銅鑼灣 Cubus mamoz（2015年結業）
- 銅鑼灣 時代廣場聘珍樓（2017年結業）
- 中環 盈置大廈聘珍樓（2017年結業）
- 馬鞍山 We Go MALL名都（2018年開業，2023年底結業）

## 獎項
| 1993年      | 市政局食肆衛比賽 | 嘉許獎                           |
| 1994年      | 市政局食肆衛比賽大型中式食肆組 | 亞軍                             |
| 1995-1996年 | 市政局食肆衛比賽大型中式食肆組 | 冠軍                             |
| 1996-1997年 | 市政局食肆衛比賽大型中式食肆組 | 冠軍                             |
| 1997-1998年 | 市政局食肆衛比賽大型中式食肆組 | 冠軍                             |
| 1998-1999年 | 市政局食肆衛比賽大型中式食肆組 | 冠軍                             |
| 1999-2000年 | 市政局食肆衛比賽大型中式食肆組 | 季軍                             |
| 2001年      | 榮獲法國美食協會榮譽, 該集團高級副總裁張秉煌先生 | 榮獲法國美食協會頒贈「藍帶」榮譽 |
| 2009年11月  | 林康弘先生在「首屆中國粵菜峰會」上，榮獲由中國國家旅遊局與廣東省政府聯合主辦的「推動粵菜發展功勳人物」獎章，長期推廣健康安全的粵菜所做的努力得到了充分肯定 |                                  |

## 外部連結
- 日本聘珍樓網（页面存档备份，存于）
- 日本聘珍樓簡體版中文網（页面存档备份，存于）
- 日本聘珍樓購物網（页面存档备份，存于）
- 香港聘珍樓（页面存档备份，存于）